# Club Deportivo Vista Hermosa
El Vista Hermosa fue un club de fútbol salvadoreño, de la ciudad de San Francisco Gotera en Morazán. Fue fundado en 1999 y ostentó un título de Primera División.

## Historia
El equipo inició el 17 de abril de 1999, en la ciudad de San Francisco Gotera, en Morazán. Casi la mitad del equipo estaba compuesto por pandilleros de la zona que buscaban acabar con sus problemas jugando al fútbol. Empezaron en la liga aficionada, y en la temporada siguiente lograron avanzar a la tercera división de fútbol. En la temporada 2003-2004 compraron la categoría de segunda división a la Universidad Gerardo Barrios,

### Ascenso y Título
En el Clausura 2005 de la Segunda División, los celestes logran el ascenso a la liga del privilegio al vencer al Coca Cola (actual Independiente F.C.) con un marcador de 5-4. Ya en la liga del privilegio los correcaminos sorprenden a propios y extraños en el Torneo Apertura 2005 (El Salvador) de ese año, al llegar a la semifinales del campeonato, frente a Club Deportivo Luis Ángel Firpo donde con sendos marcador de 2-2 global (1-0 ida y 1-2 vuelta) lo dejan en el camino vía penaltis  4-2 , alcanzando la final en la Primera División (en su primer torneo luego de haber ascendido), mismo cual se enfrentarían a otro  benjamín en finales en ese momento Asociación Deportiva Isidro Metapán, tras 120 minutos de partido El Vista se impone 2-0 a los caleros ganando impresionantemente el campeonato, se lograba el hito para un equipo con apenas 6 meses en la liga mayor salvadoreña.

### Declive y desaparición
A pesar de haber logrado alcanzar las semifinales en los Torneos Clausura 2006, Clausura 2008, Apertura 2009, y Clausura 2010, el equipo empieza a padecer problemas tanto deportivos como administrativos que hicieron minar su rendimiento dentro de la competición por alcanzar un nuevo campeonato.
En la temporada 2011-2012 el equipo terminó en el último lugar de la tabla acumulada (Apertura 2011 y Clausura 2012) por lo que descendió a la Segunda División. A partir del Apertura 2012 pasó a llamarse Club Deportivo Vista Hermosa Guadalupano con sede en la ciudad de Nueva Guadalupe en el departamento de San Miguel para el torneo siguiente es oficialmente escrito ya que sus propietarios ejercen la opción de compra total del ex CD Vista Hermosa y este se llama oficial mente "Club Deportivo Guadalupano", llevando por nombre, la identidad de su municipio.

## Uniforme
- Uniforme titular: Camiseta celeste, pantalón negro, medias celestes.
- Uniforme alternativo: Camiseta blanca, pantalón blanco, medias blancas.

## Datos del club
- Temporadas en 1.ª:4
- Temporadas en 2.ª:2
- Mejor puesto en la liga:1.º
- Peor puesto en la liga:7.º

## Palmarés

### Torneos nacionales
| Competición nacional                | Títulos       | Subcampeonatos |
| ----------------------------------- | ------------- | -------------- |
| Primera División de El Salvador (1) | Apertura 2005 |                |
|                                     |               |                |
| Segunda División de El Salvador (1) | Clausura 2005 |                |